# Filippesi figlie di Maria Addolorata
Le Filippesi Figlie di Maria Addolorata (in spagnolo Filipenses Hijas de María Ss.ma de los Dolores) sono un istituto religioso femminile di diritto pontificio: le suore di questa congregazione pospongono al loro nome la sigla F.M.D.

## Storia

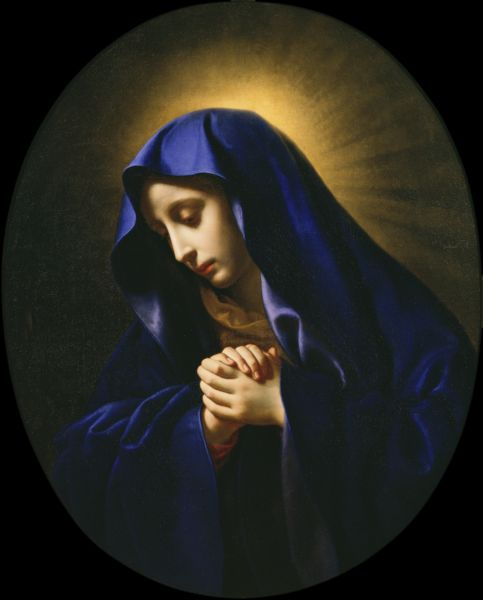
Maria Addolorata, santa titolare della congregazione: dipinto di Carlo Dolci

La congregazione, intitolata a san Filippo Neri e all'Addolorata, venne fondata a Siviglia il 22 luglio 1859 dall'oratoriano Francisco de Jerónimo García Tejero (1825-1909) con l'aiuto di Dolores Márquez Romero de Onoro (1817-1904) per l'istruzione e la redenzione delle giovani traviate: l'arcivescovo Luis de la Lastra y Cuesta approvò le prime regole delle suore il 3 aprile 1865.
L'istituto ricevette il pontificio decreto di lode il 10 marzo 1974 e venne approvato definitivamente dalla Santa Sede il 31 luglio 1897; le sue costituzioni ottennero l'approvazione definitiva il 30 luglio 1909.

## Attività e diffusione
Le Filippesi si dedicano principalmente all'istruzione e all'educazione cristiana della gioventù.
Sono presenti in Spagna e nell'America del Sud (Colombia, Ecuador): la sede generalizia è a Siviglia.
Al 31 dicembre 2005 l'istituto contava 95 religiose in 17 case.